# La città dei fuorilegge
La città dei fuorilegge (City of Bad Men) è un film del 1953 diretto da Harmon Jones.
È un film western statunitense con Jeanne Crain, Dale Robertson e Richard Boone. È incentrato sulla storia dell'incontro di pugilato tra James J Corbett e Bob Fitzsimmons tenutosi nel 1897 a Carson City.

## Produzione
Il film, diretto da Harmon Jones su una sceneggiatura di George W. George e George F. Slavin, fu prodotto da Leonard Goldstein per la Twentieth Century Fox Film Corporation e girato a Santa Clarita, nei 20th Century Fox Studios a Century City, e nel Vasquez Rocks Natural Area Park ad Agua Dulce, in California, da metà novembre al 17 dicembre 1952. I titoli di lavorazione furono  Gunsmoke e  Fight Town.

## Distribuzione
Il film fu distribuito con il titolo City of Bad Men negli Stati Uniti dall'11 settembre 1953 (première a Los Angeles) al cinema dalla Twentieth Century Fox.
Altre distribuzioni:
- in Svezia il 15 febbraio 1954 (Stantonligans sista kupp)
- in Finlandia il 10 settembre 1954 (Lainsuojattomien kaupunki)
- in Germania Ovest l'11 febbraio 1955 (Die Geier von Carson City)
- in Austria nell'aprile del 1955 (Die Geier von Carson City)
- in Danimarca il 20 giugno 1955 (Knock-out i Carson City)
- in Brasile (Cidade do Mal)
- in Belgio (De stad der doders)
- in Spagna (Forajidos en Carson City)
- in Italia (La città dei fuorilegge)
- in Belgio (La cité des tueurs)

## Critica
Secondo il Morandini il film è un "simpatico cocktail d generi e una accurata ed efficace ricostruzione dell'evento sportivo".

## Promozione
Le tagline sono:
- You Ride into Carson City AT THE HEIGHT OF ITS GUN-SLINGING GLORY ON THE EVE OF THE CORBETT-FITZSIMMONS FIGHT!
- SEE Ringo Kid and Brett Stanton close in for a show-down!
- SEE The most famous championship bout of an era!
- SEE! THE MOST NOTORIOUS KILLERS OF ALL TIME - ALL IN ONE MOTION PICTURE!
- SEE A frontier town in the wild roaring frenzy of fight-time!
- The twenty-four hour reign of terror that branded a prairie town City of Bad Men